# 志染町井上
志染町井上（しじみちょういのうえ）は、兵庫県三木市にある大字。旧・美嚢郡志染村大字井上。郵便番号は673-0512。

## 地理
- 志染地区の北中部、志染川の北側に位置する。由来は「ここの井」の上の集落であることから名付けられた。[4]東側は志染町大谷、志染町御坂・西側は志染町志染中、志染町安福田・南側は志染町窟屋・北側は細川町垂穂と接する。

## 歴史
- 1954年7月1日 - 三木市編入に伴い、三木市志染町井上になる。

### 字域の変遷
| 実施前               | 実施年       | 実施後           |
| -------------------- | ------------ | ---------------- |
| 美嚢郡志染村大字井上 | 1954年7月1日 | 三木市志染町井上 |

## 世帯数と人口
2022年（令和4年）2月28日現在の世帯数と人口は以下の通りである。
| 町丁       | 世帯数 | 人口  |
| ---------- | ------ | ----- |
| 志染町井上 | 74世帯 | 172人 |

## 小・中学校の学区
市立小・中学校に通う場合、学区は以下の通りとなる。
| 番地 | 小学校             | 中学校               |
| ---- | ------------------ | -------------------- |
| 全域 | 三木市立志染小学校 | 三木市立緑が丘中学校 |

## 施設
- 三木市立志染中学校(閉校)
- あけぼの保育園
- 千体地蔵
- 天満神社

1532年に皇大神宮や菅原道真を祀るために創設された。
- 林鐘寺
- 焼肉こさる志染店

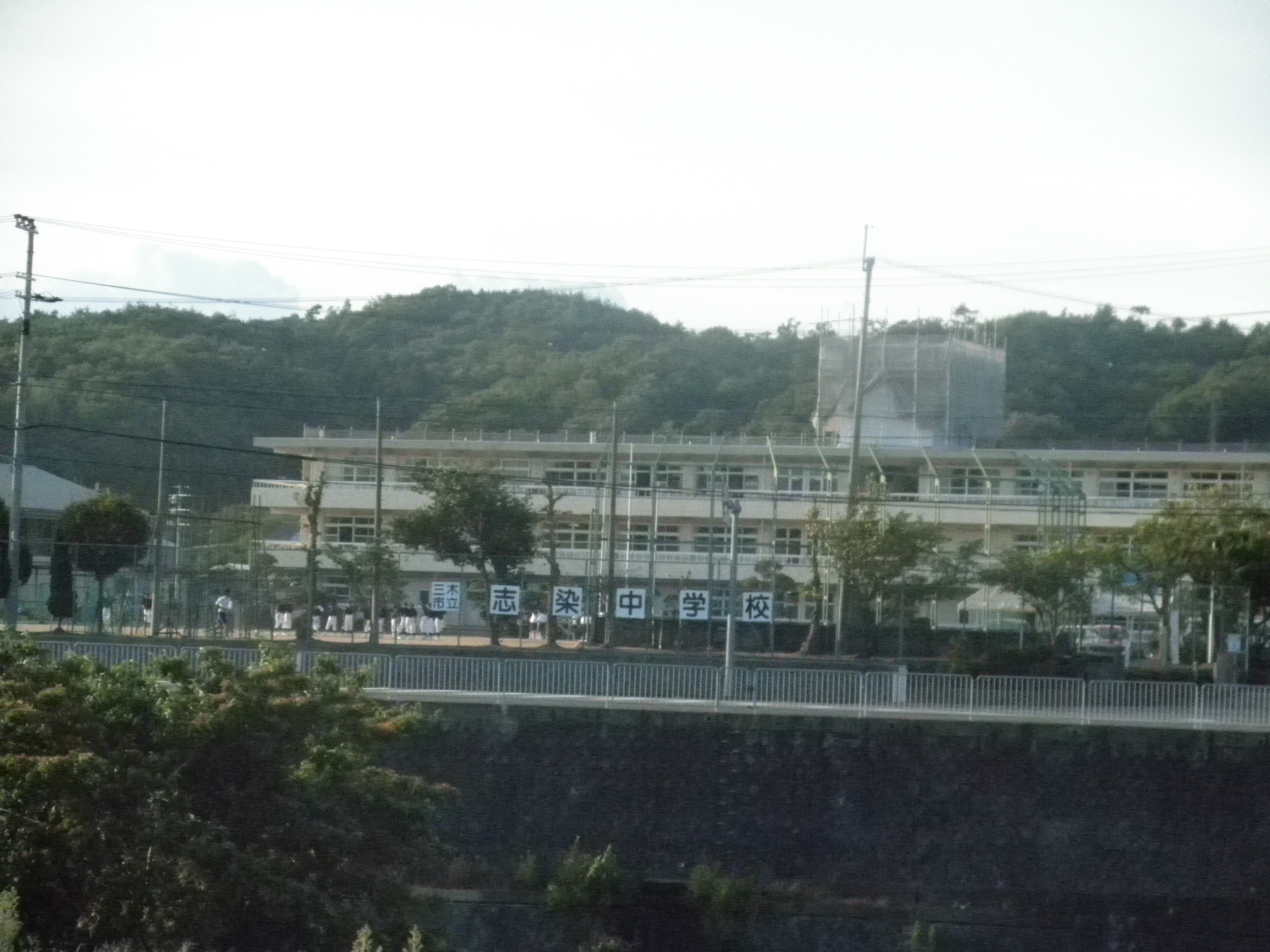
三木市立志染中学校(閉校)
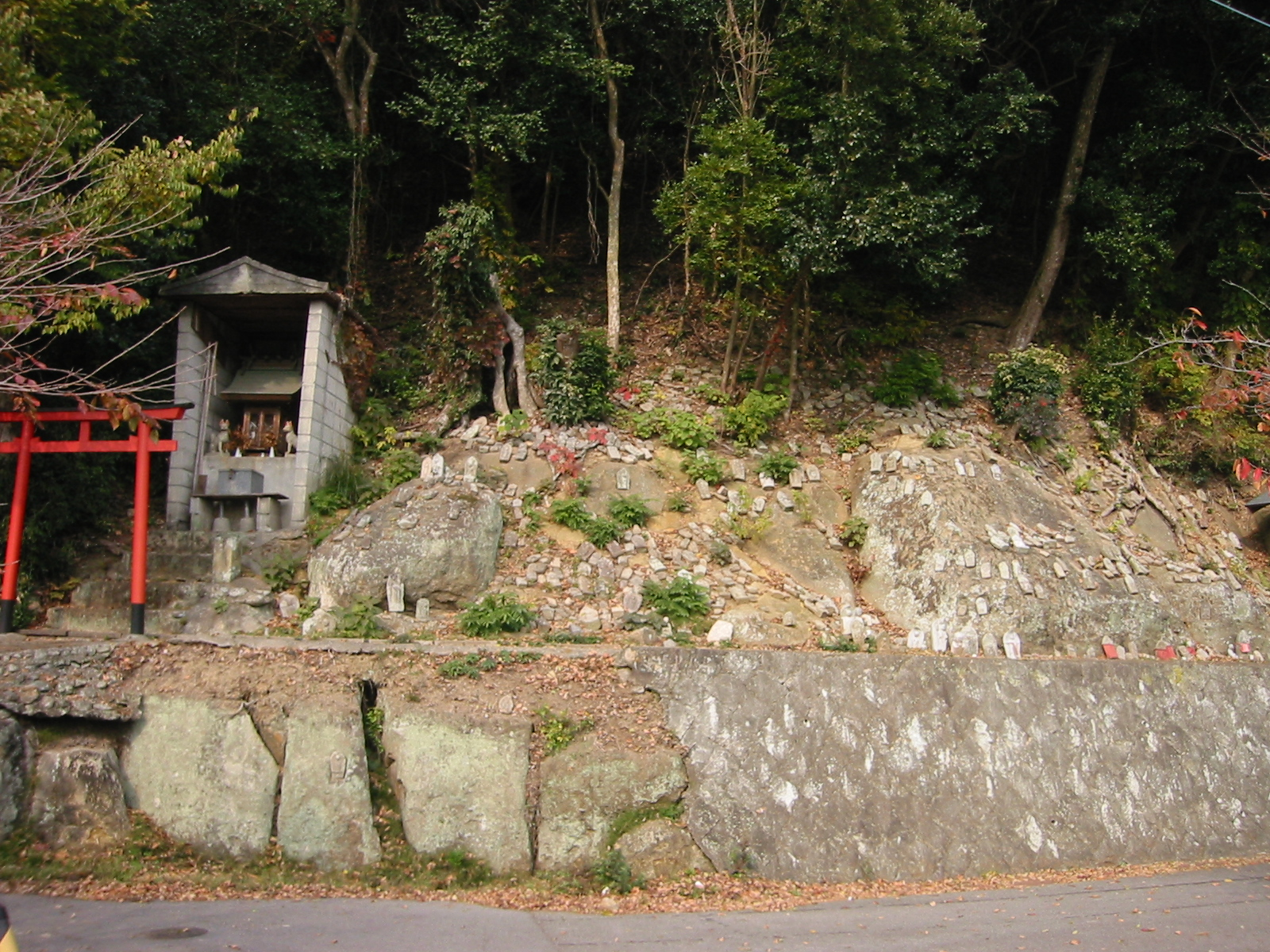
千体地蔵

## 交通

### 鉄道
地内には鉄道は走っていない。

### バス
- 神姫バス
- みっきぃバス

### 道路
- 山陽自動車道（通過のみ）
- 兵庫県道38号三木三田線